# Hulk (okręt)

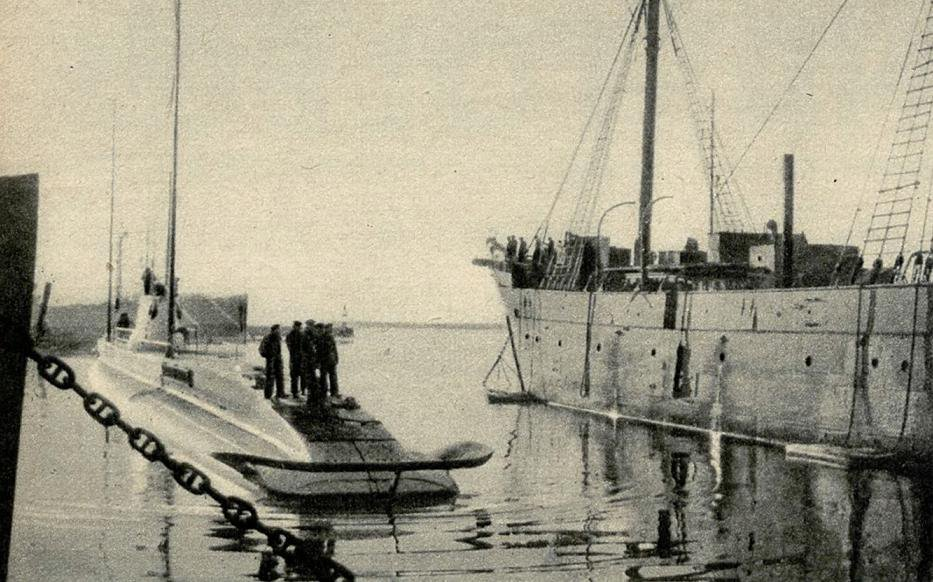
Żaglowiec „Lwów” (po prawej) jako hulk mieszkalny. Obok ORP „Żbik”.

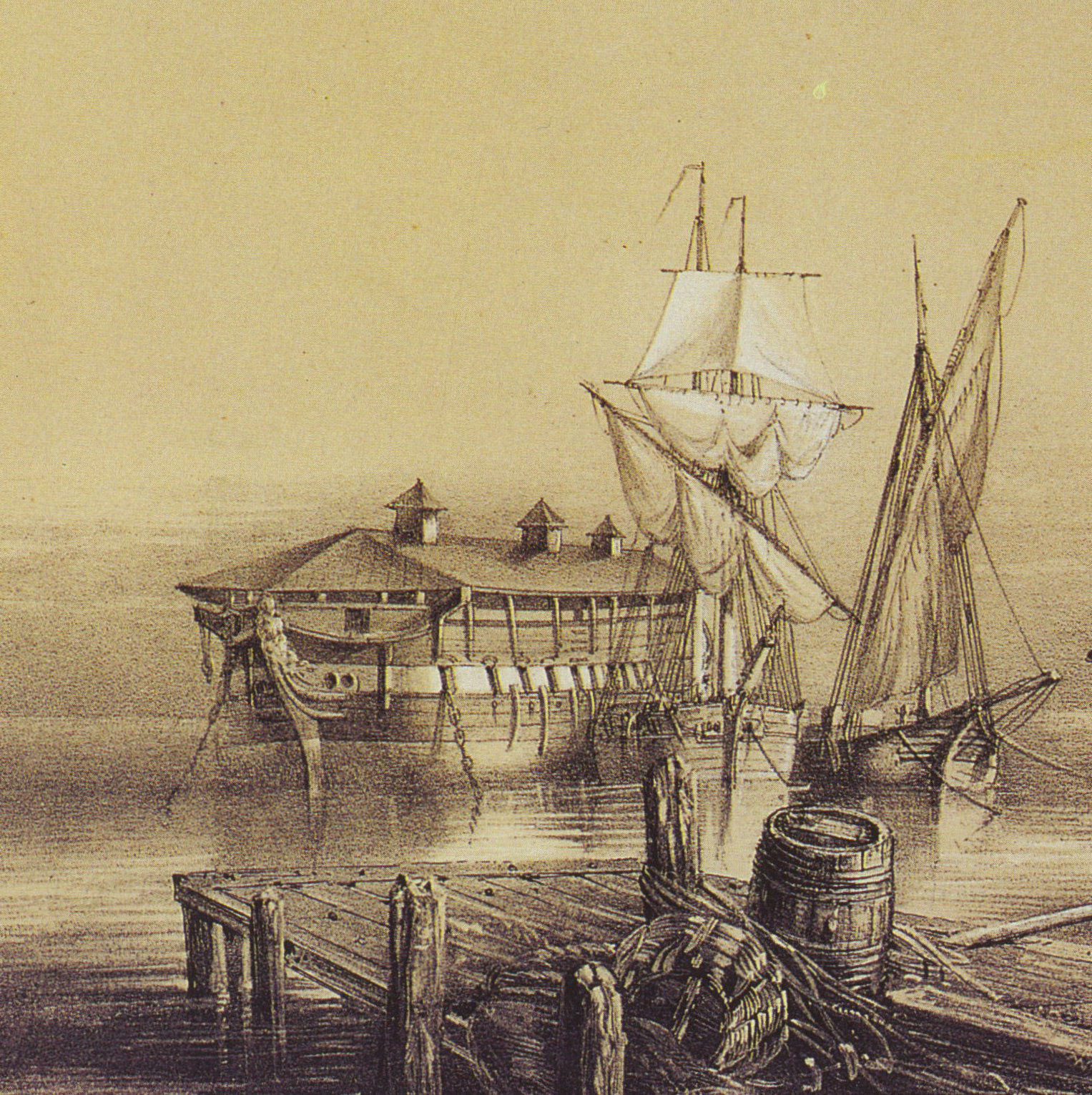
XIX-wieczny hulk w porcie Tulon

Hulk – stary statek, najczęściej okręt, wycofany już z normalnej eksploatacji i zdekompletowany (zwykle pozbawiony mechanizmów napędowych i uzbrojenia), przycumowany lub zakotwiczony na stałe w porcie, służący jako stacjonarne pomieszczenia pomocnicze. Hulki używane bywają jako koszary, mieszkania dla załóg okrętów, pomieszczenia szkolne, hotele, szpitale, magazyny, warsztaty lub więzienia. Odmianą hulka jest barka koszarowa (niewielkich rozmiarów, służąca jako koszary).
Czasami hulkiem nazywa się także średniowieczny typ żaglowca – holk.